# 채화
채화(蔡和, ? ~ 208년)는 《삼국지연의》에만 등장하는 가공인물이다. 조조(曺操)의 부하로 나온다.
소설 안에서 그는 형주 자사 유표(劉表)의 부하이자 채모(蔡瑁)의 종제로 등장하며 208년, 적벽 대전에서 조조(曺操)가 주유(周瑜)의 계략에 빠져 제독 채모(蔡瑁)를 죽이자, 이를 역이용하기 위해 친척인 채중(蔡中)과 함께 손권(孫權)에게 위항한다.
그 후, 감녕(甘寧), 감택(闞澤), 황개(黃蓋)의 거짓 항복을 믿어버려, 조조에게 서신을 보내 그들의 항복을 알렸으며 전투 직전 주유에게 불려가 참수당했다.